# Cupressus
Cupressus is de botanische naam van een geslacht uit de cipresfamilie (Cupressaceae). Er is eigenlijk nooit exacte overeenstemming geweest over welke soorten tot dit geslacht horen. Sommige auteurs houden zelf vast aan het idee dat het overbodig is Chamaecyparis als afzonderlijk geslacht te erkennen en willen alle Chamaecyparis-soorten invoegen bij Cupressus. Dat is echter wel een uitzonderlijk standpunt.
Ook vandaag de dag is er volop commotie rond de exacte omschrijving van Cupressus. De bekendste vertegenwoordiger van het geslacht is Cupressus sempervirens.
De Nederlandse naam voor dit geslacht is Cipres, maar deze naam wordt ook gebruikt in bredere zin.

Rijpe kegels van Cupressus arizonica